# Manuel Beloutas
Manuel Beloutas (fl. XX secolo) è stato un calciatore uruguaiano, di ruolo portiere.

## Carriera
Con la propria Nazionale si laureò campione continentale nel 1920.

## Palmarès

### Nazionale
- Campeonato Sudamericano de Football: 1

Cile 1920